# Stephanoxis
Stephanoxis är ett släkte med fåglar i familjen kolibrier som återfinns i Sydamerika från östra Brasilien till nordöstra Peru. Det omfattar numera två arter:
- Purpurtofsad vipkolibri (Stephanoxis loddigesii)
- Gröntofsad vipkolibri (Stephanoxis lalandi)

Tidigare behandlades de som en och samma art, under namnet vipkolibri (S. lalandi).